# Audi Q2
Audi Q2 este un SUV crossover de lux subcompact dezvoltat și produs de Audi. A fost prezentat pentru prima dată publicului pe 1 martie 2016 la Salonul Auto de la Geneva din 2016 și construit pe platforma MQB A1 a Grupului Volkswagen, utilizată și de Volkswagen Golf Mk7.